# Антияпонські настрої в Кореї

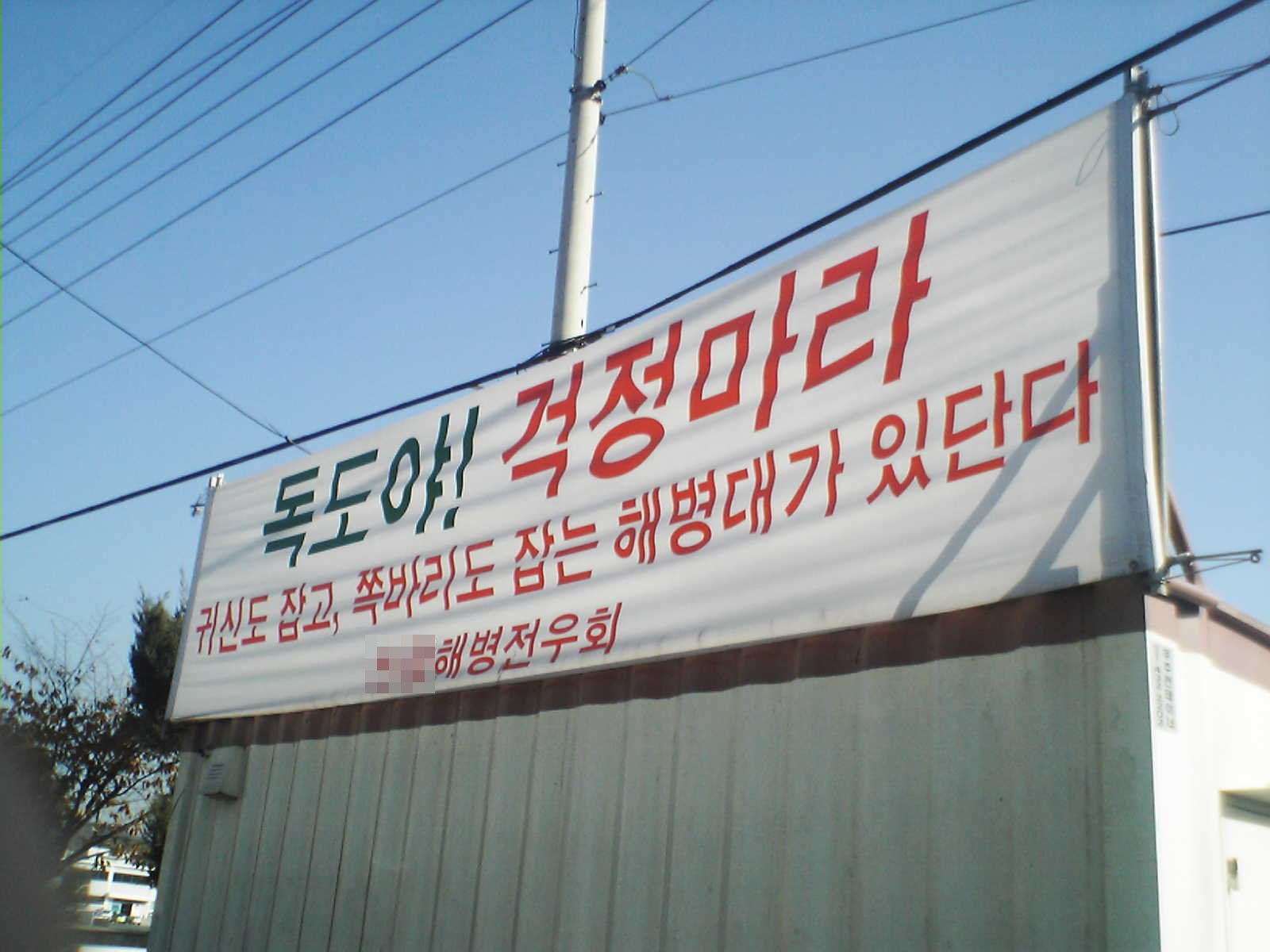
Антияпонський банер корейською мовою. Банер стосується суперечки щодо Ліанкурових скель і називає японців Джьокбарі (쪽바리), що є зневажливою етнічною образою проти людей японського походження. У грубому перекладі на банері написано: «Для Токдо: не хвилюйся, адже з нами є морські піхотинці, які винищують привидів і полюють на японців!»

Японофобія у корейському суспільстві має коріння в історичних, культурних і націоналістичних настроях.
Перші зареєстровані антияпонські настрої в Кореї були наслідками набігів японських піратів і пізнішого японського вторгнення в Корею в 1592—1598 роках. Настрої в сучасному суспільстві в основному пояснюються японським пануванням у Кореї з 1910 по 1945 рік. Опитування 2005 року показало, що 89 % опитаних південнокорейців сказали, що вони «не можуть довіряти Японії». Зовсім недавно, за опитуванням BBC World Service Poll, проведеним у 2013 році, 67 % жителів Південної Кореї сприймають вплив Японії негативно, а 21 % висловлюють позитивну думку. Це ставить Південну Корею позаду материкового Китаю як країну з найбільш негативним ставленням до Японії у світі.

## Історичне походження

### Японське вторгнення в Корею
За цей час японці-загарбники відтяли понад 20 000 носів і вух у корейців і привезли їх назад до Японії, щоб створити носові гробниці як військові трофеї. Крім того, після війни корейські ремісники, в тому числі гончарі, були викрадені за наказом Хідейосі, щоб розвивати мистецтво та культуру Японії. Викрадені корейські гончарі відіграли важливу роль у створенні нових типів кераміки, таких як посуд Сацума, Аріта та Гаґі. Це незабаром спричинить напругу між двома країнами; залишивши у корейців відчуття, що в цей час частина їхньої культури була вкрадена Японією.

## Вплив японського правління на Корею
Корея перебувала під владою Японської імперії з 1910 по 1945 рік. Участь Японії почалася з Канхваського договору 1876 року під час правління Корейської династії Чосон і посилилася протягом наступних десятиліть з переворотом Капсін (1882), Першою японсько-китайською війною (1894–95), убивством імператриці Мьонсонхванху від рук Японські агенкти в 1895 році, створення Корейської імперії (1897), російсько-японської війни (1904–05), угоди Кацура — Тафта (1905), кульмінацією якої став Еульський договір 1905 року, що позбавив Кореї автономних дипломатичних прав, і Договір про анексію 1910 року (обидва зрештою були оголошені недійсними Базовим договором про відносини між Японією та Кореєю в 1965 році).

### Політика культурної асиміляції Японії

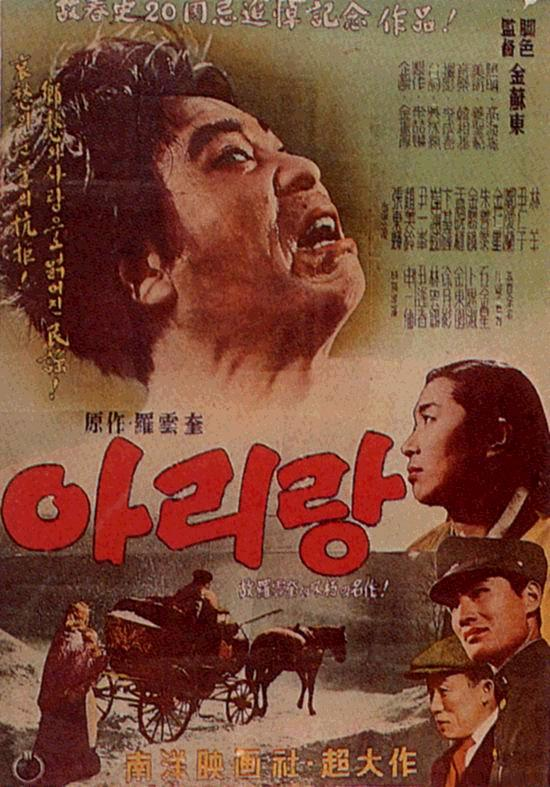
Постер фільму Аріранг (1957). Оригінальний фільм був знятий у 1926 році корейським кінорежисером На Вун Гю.

Японська анексія Кореї була згадана як випадок " культурного геноциду « експертом з вивчення геноциду Токійського університету Юдзі Ішіда. Японський уряд застосував на практиці придушення корейської культури та мови, „намагаючись викорінити з суспільства всі елементи корейської культури“.
"У колоніальній політиці Японії значна увага приділялася психологічному та культурному елементу, а стратегії уніфікації, прийняті у сфері культури та освіти, були спрямовані на викорінення індивідуальної етнічної самобутності корейської раси."
"Однією з найяскравіших особливостей японської окупації Кореї є відсутність усвідомлення Кореї як "колонії", а також відсутність усвідомлення корейців як "окремого етносу". Як наслідок, важко довести, чи мали лідери Японії на меті знищення корейської раси, чи ні."
Після анексії Кореї Японія запровадила політику культурної асиміляції. Корейська мова була вилучена з обов'язкових шкільних предметів у Кореї в 1936 році. Японія запровадила систему прізвищ разом із цивільним правом (політика зміни імен) і відвідуванням синтоїстських храмів. Корейцям було офіційно заборонено писати або говорити корейською мовою в школах, на підприємствах або в громадських місцях. Однак на Корейському півострові було показано багато фільмів корейською мовою. Крім того, корейці були розгнівані японською зміною та руйнуванням різних корейських пам'яток, включаючи палац Кьонбоккун (경복궁), а також переглядом документів, які зображували японців у негативному світлі.

### Рух за незалежність
1 березня 1919 року по всій країні пройшли протести проти японського правління з вимогою незалежності. Близько 2 мільйонів корейців брали активну участь у тому, що зараз відомо як Рух 1 березня. Декларація незалежності, створена за американською версією, була зачитана вчителями та громадськими лідерами в десятках тисяч сіл по всій Кореї: „Сьогодні відзначається проголошення незалежності Кореї. По всій Кореї пройдуть мирні демонстрації. Якщо наші мітинги будуть впорядкованими і мирними, ми отримаємо допомогу президента Вільсона і великих держав у Версалі, і Корея стане вільною країною“. Японія придушувала рух за незалежність за допомогою військової сили. В одному добре засвідченому випадку жителів села загнали до місцевої церкви, яку потім підпалили. Офіційна японська кількість втрат включає 553 убитих, 1409 поранених і 12 522 заарештованих, але корейські оцінки набагато вищі: понад 7500 убитих, близько 15 000 поранених і 45 000 заарештованих.

### Комфортні жінки
Багато корейських жінок були викрадені японською владою та примушені до військового сексуального рабства, яке евфемістично називають „жінками для втіхи“ (위안부, wianbu). Деякі японські історики, такі як Йошіакі Йошімі, використовуючи щоденники та свідчення військових чиновників, а також офіційні документи з Японії та архіви Токійського трибуналу, стверджували, що японська імперська армія була прямо чи опосередковано причетна до примусу, обману, заманювання, а іноді й викрадення молодих жінок в азіайських колоніях і на окупованих територіях Японії. У випадку вербування японських жінок для втіхи (일본군위안소 종업부 등 모집에 관한건) (1938.3.4), Міністерство армії фіксує, що метод вербування військових „японське військове сексуальне рабство“ в Японія була „схожа на викрадення“, і поліція часто неправильно сприймала її як викрадачів.

## Сучасні питання
За словами Роберта Келлі, професора Пусанського національного університету, антияпонський расизм у Південній Кореї походить не лише від звірств японської імперії в колоніальну еру, а й від поділу Корейського півострова. Оскільки більшість корейців, північних і південних є расовими націоналістами, більшість південних корейців відчувають спорідненість і расову солідарність з Північною Кореєю. Через таку гадану расову спорідненість вважається поганим тоном для південнокорейця ненавидіти Північну Корею, ризикуючи бути названим расовим зрадником. У результаті, за словами Келлі, південнокорейці знімають гнів, який піднімається від корейського розколу проти Японії. Цю точку зору підтримує інший професор, Браян Рейнольдс Майерс з Університету Донгсео.

### Ревізіонізм японського підручника
Антияпонські настрої також зумовлені різноманітними суперечками щодо японських підручників. 26 червня 1982 року процес перевірки підручників у Японії потрапив під пильну увагу, коли медіа Японії та сусідніх країн широко висвітлювали зміни, яких вимагав міністр освіти. Експерти з міністерства намагалися пом'якшити згадки в підручниках про японську агресію до та під час Другої світової війни. Японське вторгнення в Китай у 1937 році, наприклад, було змінено на „передову“. Уривки, що описують падіння Нанкіна, виправдовують японські звірства, описуючи дії, що сталися в результаті китайських провокацій. Тиск з боку Китаю успішно змусив Міністерство освіти прийняти новий критерій авторизації — „Застереження про сусідню країну“ (近隣諸国条項) — зазначаючи: „підручники повинні виявляти розуміння та шукати міжнародної гармонії у трактуванні сучасних і сучасних історичних подій, пов'язаних із сусідніх азійських країн“.
У 2006 році в японських підручниках було зазначено, що Ліанкурові скелі є територією Японії. Ці острови є спірною територією, на яку претендують як Японія, так і Південна Корея. Голова Міністерства освіти Південної Кореї Кім Шін Іл 9 травня 2007 року надіслав лист протесту міністру освіти Бунмей Ібукі. У промові з нагоди 88-ї річниці Руху за незалежність 1 березня президент Південної Кореї Но Му Хьон закликав Японію виправити свої шкільні підручники на суперечливі теми, починаючи від „нелюдського зґвалтування жінок для втіх“ і закінчуючи „корейською власністю на Ліанкурові скелі“.

## Ефекти настроїв

### Суспільство
Стаття CNN ASIANOW за 2000 рік описала популярність японської культури серед молодих південнокорейців як „тривожну“ для літніх південнокорейців, які пам'ятають японську окупацію.
У Південній Кореї колабораціоністи японського окупаційного уряду, які називаються чінільпа (친일파), зазвичай визнаються національними зрадниками. Національна асамблея Південної Кореї 8 грудня 2005 року прийняла спеціальний закон про викуп майна прояпонських колабораціоністів, а закон набув чинності 29 грудня 2005 року. У 2006 році Національна асамблея Південної Кореї сформувала Комітет з перевірки майна колабораціоністів Японії. Метою було повернути майно, неналежним чином отримане завдяки співпраці з японським урядом під час колонізації. Очікувалося, що проект задовольнить вимоги корейців щодо повернення майна, придбаного колабораціоністами під час японської колоніальної влади. За таких умов той, хто має прояпонські настрої, здається, намагається це приховати. За опитуванням, проведеним BBC у березні 2010 року, 64 % жителів Південної Кореї насправді підтримують Японію.
Хоча деякі жителі Південної Кореї висловлювали надію, що колишній прем'єр-міністр Японії Хатояма Юкіо врегульовує японсько-південнокорейські відносини більш краще, ніж попередні консервативні адміністрації, 8 жовтня 2009 року невелика група протестувальників у Сеулі до його прибуття провела антияпонський мітинг. Протести закликали Японію вибачитися за події Другої світової війни та включали знищення японського прапора.
Південнокорейські медіа критикували колишнього посла Сполучених Штатів у Південній Кореї Гаррі Гарріса молодшого, який має японське походження, за вуса, які, на думку його недоброзичливців, нагадують вуса кількох лідерів Японської імперії. У статті CNN, написаній Джошуа Берлінгером, говориться, що, враховуючи походження Гарріса, критика його вусів може бути викликана расизмом.
У серпні 2019 року Сеул, столиця Південної Кореї, планував встановити понад 1000 антияпонських банерів по всьому місту на підтримку триваючого бойкоту японської продукції в країні. На банерах було написано корейською мовою „НІ“ з червоним колом японського прапора, що представляв „О“. На банерах також містилися фрази „Я не поїду в Японію“ і „Я не буду купувати японські товари“. Однак після того, як було встановлено 50 банерів, місту довелося змінити курс і вибачитися на тлі публічної критики, що кампанія ще більше погіршить відносини між Південною Кореєю та Японією.

### Національні відносини
Накасоне Ясухіро припинив відвідування храму Ясукуні через прохання Китайської Народної Республіки в 1986 році. Однак 13 серпня 2001 року колишній прем'єр-міністр Японії Коїдзумі Дзюнітіро відновив відвідини храму Ясукуні. Він шість разів відвідував святиню як прем'єр-міністр, заявивши, що „віддає шану військовослужбовцям, які загинули за захист Японії“. Ці візити викликали різке засудження та протести з боку сусідів Японії, головним чином Китаю. У результаті Китай і Південна Корея відмовилися від зустрічі з Коїдзумі, і не було взаємних візитів між лідерами Китаю та Японії після жовтня 2001 року та між лідерами Південної Кореї та Японії після червня 2005 року. Колишній президент Південної Кореї Но Му Хьон призупинив усі переговори на вищому рівні між Південною Кореєю та Японією.

### Освіта
Велика кількість антияпонських зображень, зроблених школярами середньої школи Гьєяна, багато з яких зображують акти насильства проти Японії, були показані на станції Гюльхьон у рамках шкільного мистецького проекту. Деякі малюнки зображують японський прапор, який спалюють, бомблять і наступають на нього, на інших японські острови бомбардує та руйнує вулкан із Кореї. На одному зображено персонажа японського аніме/манги Сейлор Мун, яка тримає південнокорейський прапор із бульбашкою з цитатами, яка приблизно говорить: «Докдо — корейська земля».
За опитуванням, проведеним Корейським центром прав людини іммігрантів у 2006 році, 34,1 % учнів початкової школи в регіоні Інчхон відповіли, що «японців слід вигнати з Кореї». Цей показник був значно вищим порівняно з відповідями на те саме запитання щодо китайських (8,7 %), чорношкірих африканців (8,7 %), східноазійців (5,0 %), чорношкірих американців (4,3 %) та білих американців (2,3 %).